# ۵۹۲ (پیش از میلاد)
۵۹۲ (پیش از میلاد) ۵۹۲مین سال قبل از تقویم میلادی است.